# USS Halfbeak (SS-352)
Za druga plovila z istim imenom glejte USS Halfbeak.
USS Halfbeak (SS-352) je bila jurišna podmornica razreda balao v sestavi Vojne mornarice Združenih držav Amerike.